# 100a Brigada Mixta (Exèrcit Popular de la República)
La 100a Brigada Mixta va ser una unitat de l'Exèrcit Popular de la República creada durant la Guerra Civil Espanyola. Pertanyent a la 11a Divisió, des de la seva creació va constituir una unitat de xoc de l'Exèrcit republicà. Al llarg de la seva existència es va distingir per la seva severitat en la disciplina i el rigor.

## Historial
La 100a Brigada Mixta va ser creada en la localitat d'Alcoi el juny de 1937. La base de la seva creació va ser a partir d'un batalló de la 1a Brigada Mixta manat pel major Luis Rivas Amat (que automàticament va assumir el comandament de la Brigada), i tres mil reclutes de la quinta de 1931 de les províncies de Jaén, Còrdova i Múrcia. La unitat va quedar adscrita a la 11a Divisió del V Cos d'Exèrcit, mantenint-se així durant la resta de la guerra.

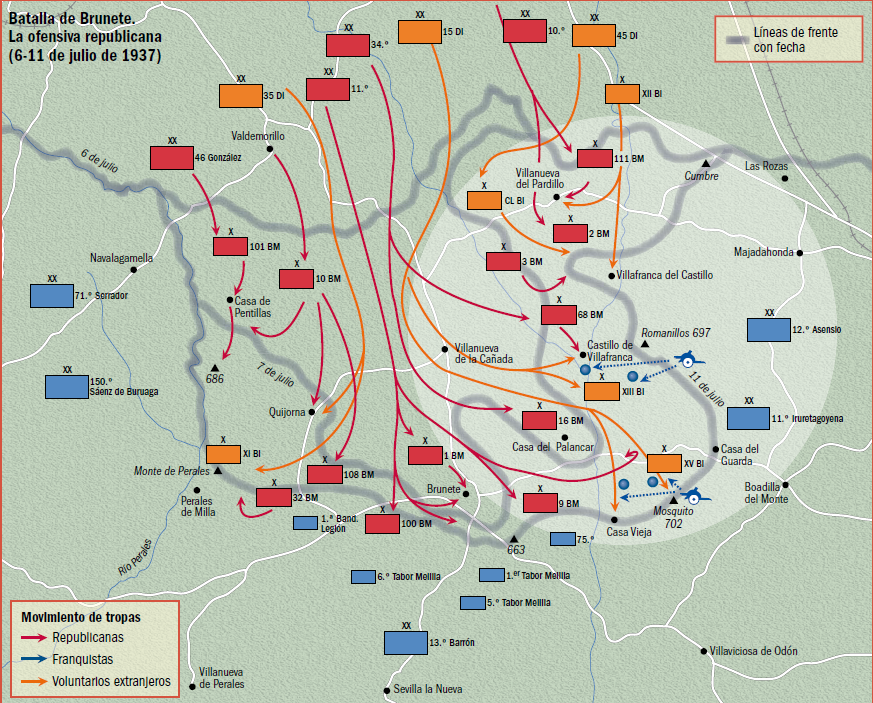
Mapa de l'atac republicà en el sector de Brunete. 6 a 11 de juliol de 1937.

### Batalla de Brunete
La seva primera acció bèl·lica va ser durant la batalla de Brunete. El 5 de juliol va iniciar una infiltració nocturna amb dues dels seus batallons, depassant per la dreta la població de Brunete per a avançar sobre Sevilla la Nueva i Navalcarnero, mentre les seves uns altres dos batallons posaven cèrcol a la població, aconseguint entrar en ella l'endemà. Tres dies després la lluita principal s'havia traslladat cap al sud, en la carretera de Boadilla del Monte. No obstant això, per a llavors l'ofensiva republicana s'havia convertit en una sagnant batalla, i les baixes van començar a ser importantíssimes. Serveixi com a exemple que durant tota la batalla de Brunete la 100a BM va perdre a 206 caps i oficials. Les contraofensives de les unitats franquistes van ser cada vegada majors i el 24 de juliol la brigada va haver d'evacuar la ja destruïda Brunete. A partir d'aquest moment, tots dos bàndols van donar per acabada la lluita. La 100a Brigada Mixta s'havia mostrat en el seu baptisme de foc com una unitat aguerrida i eficaç, la qual cosa la portaria a prendre part durant la resta de la contesa en les grans batalles.

### Front d'Aragó
El mes d'agost la brigada es va traslladar a Casp, on va col·laborar al costat de la resta de l'11a Divisió en la dissolució del Consell Regional de Defensa d'Aragó. A la fi de mes, va participar en l'ofensiva de Saragossa: en una nova maniobra audaç, com la que ja havia realitzat en Brunete, la brigada es va infiltrar després de les línies franquistes fins a aconseguir Fuentes de Ebro. A més, també va aconseguir prendre la localitat de Mediana.
El 15 de desembre de 1937 la 100a BM va ser una de les unitats que va participar en l'ofensiva sobre Terol, partint des de les seves posicions a El Mansueto amb la missió de tallar la línia de ferrocarril i la carretera que unien Terol amb Saragossa, però també per a ocupar les altures pròximes a Concud, per a establir una línia defensiva que assegurés el cèrcol de Terol. Efectivament, el 29 de desembre, va haver de resistir en aquest lloc un fort atac d'infanteria i tancs de l'enemic que intentava aixecar el setge a la ciutat. Amb nombroses baixes l'endemà va ser rellevada per efectius de la 68a Divisió. El 7 de gener de 1938 Terol va caure finalment en mans republicanes. El 22 de gener la 100a BM va passar a la reserva i es va dirigir a Madrid per a reequipar-se. No obstant això, a causa dels constants contraatacs de l'enemic, el 9 de febrer va haver de tornar al front de Terol. Deu dies després ja es trobava combatent en primera línia de combat, en la zona de Salvacañete. Per al 22 de febrer estava previst un contraatac, però aquest va ser cancel·lat, ja que aquest mateix dia les forces franquistes havien recapturat la capital terolesa. Després de la fi dels combats a Terol la unitat es trobava fortament desgastada.
Al març, després del començament de l'ofensiva franquista a Aragó, la 100a BM defensava el front que anava des de Calanda fins al riu Ebre. La brigada va tractar de retirar-se a Alcanyís, però aquesta ja havia caigut fins i tot abans que la unitat arribés allí. Va haver de retirar-se cap a Valdealgorfa, establint allí una línia defensiva que aconseguirien mantenir durant alguns dies. Des de Valdealgorfa la 100a BM va aconseguir rebutjar diversos atacs en un front que anava des del riu Canaleta i La Venda de Camposines, però va haver de retirar-se novament davant la superioritat enemiga. Després de les batalles d'Aragó la brigada va quedar novament en la reserva, destinada al cap de pont de Balaguer.

### L'Ebre i Catalunya

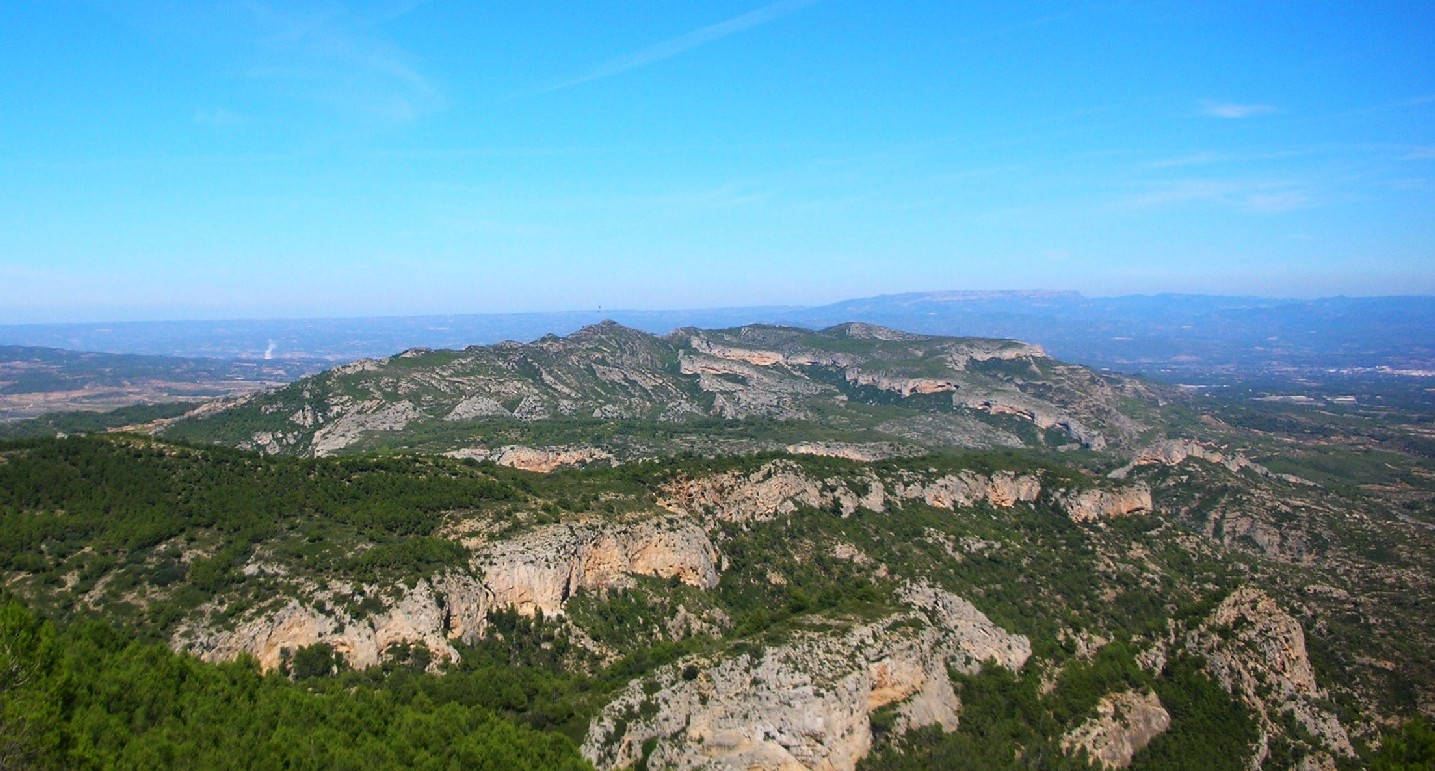
Vista de la Serra de Pàndols.

El 25 de juliol la 100a BM va creuar l'Ebre per la zona de Ginestar, ocupant ràpidament Miravet i Pinell de Brai. També va prendre el control d'un important nombre d'altures. Però va haver de fer front a una ràpida contraofensiva franquista i el 30 de juliol va perdre les cotes 624, 648 i 644 en la Serra de Pàndols. Llavors la brigada es va veure obligada a establir-se en l'anomenada vessant Sud, ocupant les posicions del flanc dret, cap a Puig Caballé. Situada en aquestes noves posicions, entre el 10 i 14 d'agost el gruix de la unitat va sofrir el foc devastador de l'artilleria adversària i les càrregues continuades de la infanteria. Conseqüència d'aquest continu bombardeig, les baixes van ser molt elevades: van resultar ferits el comandant de la brigada (que seria substituït pel major de milícies Eduardo García) i el seu comissari, i també va resultar mort el cap del1. er batalló.
La unitat va haver de retirar-se a rereguarda per a procedir a la seva reorganització. El 27 d'agost tornaria a ocupar les seves anteriors posicions i després d'acudir, en els primers dies de setembre, en suport de la 27a Divisió a Corbera, el 5 de setembre va perdre l'Ermita de Santa Madrona, posició clau de la Serra de Pàndols. Però havia resultat tan malparada en aquests últims combats que va haver de ser retirada de nou del front, si bé encara va tornar a Pàndols, on per molt poc va estar a punt de ser voltada el 30 d'octubre. El 5 de novembre tornava a creuar l'Ebre per Benifallet, aquesta vegada de manera definitiva.
Els combats a l'Ebre havien suposat per a la brigada un fort desgast tant en homes com material, per la qual cosa després de tornar a la rereguarda la unitat va ser enviada a la zona de les Borges Blanques. Allí es trobava quan el va sorprendre el començament de la ofensiva franquista sobre Catalunya. El 25 de desembre va marxar a la zona d'Asp-Alcanó per a intentar contenir els atacs enemics, cosa que no va aconseguir, havent de retrocedir. Durant el curs de la retirada es sucidaron el nou cap de la brigada, major Alabau, i el nou comissari, Hipòlit de l'Olmo. Per al 17 de gener de 1939 es trobava defensant el front en Igualada i el 3 de febrer ja havia retrocedit fins a Girona. Tres dies després va haver d'abandonar la localitat de Sarrià de Ter i va tractar d'organitzar una línia defensiva en el riu Muga. Finalment, al capvespre del 9 de febrer la 100a BM va travessar la frontera pel pas fronterer de Portbou.

## Comandaments
- Major de milícies Luis Rivas Amat
- Major de milícies Santiago Aguado Calvo
- Major de milícies Eduardo García
- Major Alabau